# Постаноги
Постаноги — деревня в Нытвенском районе Пермского края России. Административный центр Постаноговского сельского поселения.

## География
Деревня расположена в 43 км к северу от райцентра Нытва на реке Сюзьва, высота над уровнем моря 202 м. Ближайшие населённые пункты: практически примыкающее с юго-запада Агапово, Трошино в 1 км на запад и Шевырята в 1 км на север.

## История
Первое упоминание деревни, как Кайгородова, относится к 1795 году, в 1816 впервые встречается название Постаноги. В 1904 году деревню населяло 68 человек, в 1926 — 71. В 1930 году образован колхоз «Путь Ленина», который 20 марта 1951 года укрупнён с присвоениев имени Н. С. Хрущёва (позднее — «Уралец»). До 2006 года Постаноги — центр Зенковского сельского совета.
В Постаноги родился и жил известный поэт Валерий Возженников.

## Инфраструктура
В деревне действуют средняя школа, коопхоз «Уралец», магазин, детский сад, ФАП, Дом культуры, библиотека. Деревня связана с райцентром автобусным сообщением.